# Pojken i randig pyjamas
Pojken i randig pyjamas (originaltitel The Boy in the Striped Pyjamas) är en prisbelönad brittisk-amerikansk dramafilm från 2008.

## Handling
Bruno är en ung pojke som lever ett bekvämt liv i Berlin under andra världskriget. Hans far är SS-officer och blir kallad till tjänst i ett av nazisternas koncentrationsläger och hans familj måste flytta dit. Uttråkad av den nya tillvaron börjar Bruno en dag att ge sig ut på upptäcktsfärd i skogen vid huset; där finner han en jämnårig judisk pojke i randig pyjamas sittande bakom ett taggtrådstängsel. Den pojken heter Shmuel. En oväntad vänskap inleds och är svår att skiljas från.

## Om filmen
Pojken i randig pyjamas regisserades av Mark Herman och producerades av David Heyman. Den är baserad på boken med samma namn skriven av irländska författaren John Boyne.

## Rollista (urval)
- Asa Butterfield - Bruno
- David Thewlis - Ralf (fadern)
- Vera Farmiga - Elsa (modern)
- Jack Scanlon - Shmuel
- Sheila Hancock - Farmodern
- Richard Johnson - Farfadern
- Rupert Friend - SS-Obersturmführer Kurt Kotler
- Amber Beattie - Gretel (systern)
- Cara Horgan - Maria
- David Hayman - Pavel
- Jim Norton - Herr Liszt (läraren)